# 麥迪遜特設鎮區 (密歇根州)
麥迪遜特設鎮區（英語：Madison Charter Township）是位於美國密歇根州萊納維縣的一個特設鎮區。

## 地方資料
麥迪遜特設鎮區的面積為79.38平方千米，當中陸地面積為78.71平方千米，而水域面積為0.67平方千米。根據2020年美國人口普查的數據，當地共有人口8439人，而人口密度為每平方千米106.31人。